# Élections législatives de 1986 dans l'Ariège
Les élections législatives françaises de 1986 ont lieu le 16 mars 1986. Dans le département de l'Ariège, deux députés sont à élire dans le cadre d'un scrutin proportionnel par liste départementale à un seul tour.

## Élus
| Député élu         |  | Parti |
| ------------------ |  | ----- |
| Augustin Bonrepaux |  | PS    |
| Henri Cuq          |  | RPR   |

## Listes en présence

### Mouvement pour un parti des travailleurs
| N° | Candidats           | Parti | Parti | Principales fonctions              |
| -- | ------------------- | ----- | ----- | ---------------------------------- |
| 01 | Suno Navarro        |       | MPPT  | Agent EDF                          |
| 02 | Dominique Rodriguez |       | MPPT  | Mère de famille                    |
|    |                     |       |       |                                    |
| 03 | Danielle Billon     |       | MPPT  | Employée dans la fonction publique |
| 04 | Jean-Louis Loison   |       | MPPT  | Étudiant                           |

### Parti communiste français
| N° | Candidats           | Parti | Parti | Principales fonctions                                      |
| -- | ------------------- | ----- | ----- | ---------------------------------------------------------- |
| 01 | Gilbert Séguéla     |       | PCF   | Conseiller municipal de Pamiers, ancien conseiller général |
| 02 | Jean-Jacques Martin |       | PCF   | Conseiller municipal de Saint-Girons                       |
|    |                     |       |       |                                                            |
| 03 | Roselyne Tournil    |       | PCF   | Conseillère municipale de Laroque-d'Olmes                  |
| 04 | Jean Laille         |       | PCF   | Premier adjoint au maire de Foix                           |

### Parti socialiste
| N° | Candidats           | Parti | Parti | Principales fonctions                                 |
| -- | ------------------- | ----- | ----- | ----------------------------------------------------- |
| 01 | Augustin Bonrepaux  |       | PS    | Député sortant, conseiller général et maire d'Orlu    |
| 02 | Jean-Pierre Caumeil |       | PS    | Conseiller général et conseiller municipal de Pamiers |
|    |                     |       |       |                                                       |
| 03 | Jeanne Ettori       |       | PS    | Conseillère générale et maire de Mirepoix             |
| 04 | Maurice Fauroux     |       | PS    | Maire de Saint-Girons                                 |

### Opposition (RPR-UDF)
| N° | Candidats       | Parti | Parti   | Principales fonctions                    |
| -- | --------------- | ----- | ------- | ---------------------------------------- |
| 01 | Henri Cuq       |       | RPR     | Ancien chef de cabinet de Jacques Chirac |
| 02 | Francis Rouquet |       | UDF-CDS | Maire de Pamiers                         |
|    |                 |       |         |                                          |
| 03 | Bernard Marty   |       | RPR     | Maire de Péreille                        |
| 04 | Émile Cazaux    |       | UDF-PR  | Maire de Lorp-Sentaraille                |

### Divers droite
| N° | Candidats        | Parti | Parti | Principales fonctions                  |
| -- | ---------------- | ----- | ----- | -------------------------------------- |
| 01 | André Trigano    |       | DVD   | Conseiller général et maire de Mazères |
| 02 | Jacques Viala    |       | DVD   | Avocat, adjoint au maire de Foix       |
|    |                  |       |       |                                        |
| 03 | Françoise Dubois |       | DVD   | Secrétaire médicale                    |
| 04 | Hugues Tisseyre  |       | DVD   | Artiste peintre                        |

### Front national
| N° | Candidats         | Parti | Parti | Principales fonctions             |
| -- | ----------------- | ----- | ----- | --------------------------------- |
| 01 | René Commes       |       | FN    | Militaire retraité                |
| 02 | Gabriel Callioni  |       | FN    | Représentant de commerce          |
|    |                   |       |       |                                   |
| 03 | Joseph Prats      |       | FN    | Mécanicien de la Marine marchande |
| 04 | Michel Duchochois |       | FN    | Éleveur                           |

### Sans étiquette (Initiative 86)
| N° | Candidats          | Parti | Parti | Principales fonctions |
| -- | ------------------ | ----- | ----- | --------------------- |
| 01 | Frédéric Toussaint |       | SE    | Étudiant              |
| 02 | Céline Sibert      |       | SE    | Chargée de mission    |
|    |                    |       |       |                       |
| 03 | Chantal Guertault  |       | SE    | Gérante SARL          |
| 04 | Yvette Touati      |       | SE    | Retraitée             |

## Résultats

### Résultats à l'échelle du département
| Liste Parti politique | Liste Parti politique                                                                                              | Tête de liste      | Tour unique | Tour unique | Sièges |
| Liste Parti politique | Liste Parti politique                                                                                              | Tête de liste      | Voix        | %           | Sièges |
| --------------------- | --- | ------------------ | ----------- | ----------- | ------ |
|                       | Pour une majorité de progrès avec le président de la République Parti socialiste                                   | Augustin Bonrepaux | 32 501      | 38,68       | 1      |
|                       | Liste d'union de l'opposition pour le renouveau de l'Ariège Rassemblement pour la République (UDF)                 | Henri Cuq          | 26 152      | 31,12       | 1      |
|                       | Liste présentée par le Parti communiste français Parti communiste français                                         | Gilbert Séguéla    | 11 246      | 13,39       | 0      |
|                       | Liste André Trigano pour l'Ariège Divers droite                                                                    | André Trigano      | 9 843       | 11,71       | 0      |
|                       | Liste de Rassemblement national Front national                                                                     | René Commes        | 3 756       | 4,47        | 0      |
|                       | Liste du Mouvement pour un parti des travailleurs Ariège Extrême gauche (Mouvement pour un parti des travailleurs) | Suno Navarro       | 429         | 0,51        | 0      |
|                       | Initiative 86 - Entreprendre et réussir la France de l'an 2000 Sans étiquette                                      | Frédéric Toussaint | 88          | 0,10        | 0      |
|                       | |                    |             |             |        |
| Inscrits              | Inscrits | Inscrits           | 108 477     | 100,00      | 2      |
| Abstentions           | Abstentions | Abstentions        | 20 643      | 19,03       |        |
| Votants               | Votants | Votants            | 87 834      | 80,97       |        |
| Blancs et nuls        | Blancs et nuls | Blancs et nuls     | 3 819       | 4,35        |        |
| Exprimés              | Exprimés | Exprimés           | 84 015      | 95,65       |        |